# Verena Wiet
Verena Wiet, bürgerlich Verena Lensch-Wiet, (* 30. August 1925 in Bremen; † 16. August 2011 in Hamburg) war eine deutsche Schauspielerin, Hörspiel- und Synchronsprecherin.

## Leben und Karriere
Verena Wiet wuchs in ihrer Geburtsstadt Bremen auf, wo sie das Lyzeum besuchte und im Anschluss daran die Höhere Handelsschule. Durch Schullektüren und den Besuch des Maler- und Künstlerdorfes Worpswede wurde Wiet in ihrem Wunsch bestärkt, Schauspielerin zu werden.
Im September 1947 machte Verena Wiet ihren Schauspielabschluss in Hamburg. Es folgten Engagements in Flensburg, Aachen und Frankfurt am Main. Vornehmlich wirkte Wiet als Schauspielerin jedoch in Hamburg, darunter am Ernst-Deutsch-Theater, am Theater im Zimmer, an den Kammerspielen, am Thalia Theater und am Schauspielhaus, wo sie unter anderem in Stücken von George Bernard Shaw, William Shakespeare und Bertolt Brecht spielte. Sie spielte unter anderem neben Schauspielern, wie Willy Birgel, Viktor de Kowa, Heinz Drache und Will Quadflieg.
Verena Wiet war auch im Fernsehen und Rundfunk tätig, so gehörte sie ab den 1950er Jahren zu den ersten Ansagerinnen des Nordwestdeutschen Fernsehrundfunks.
Neben Schauspielauftritten in deutschen Fernsehserien, wie Hafenpolizei, Polizeifunk ruft und Der Landarzt, wurde Verena Wiet insbesondere einer breiteren Öffentlichkeit durch ihre Arbeit als Synchronsprecherin bekannt. In den Serien Golden Girls und dessen Spin-Off Golden Palace, synchronisierte Wiet die amerikanische Schauspielerin Betty White in ihrer bekannten Rolle der Rose Nylund.
Anfang der 2000er Jahre zog sich Verena Wiet aus ihrem Beruf zurück. Sie starb 2011, im Alter von 85 Jahren in Hamburg.

## Synchronarbeiten
- Betty White in Golden Girls und Golden Palace als Rose Nylund
- Madge Blake in Batman hält die Welt in Atem  als Tante Harriet
- Fannie Flagg in Mr. Universum als Amy
- Katherine MacGregor in Unsere kleine Farm als Harriet Oleson

## Filmografie
- 1961: Abenteuer in Norfolk
- 1963: Hafenpolizei – Der blaue Brief
- 1964: Hafenpolizei – Gefährliche Zuflucht
- 1966: Intercontinental Express – Zwei im falschen Zug
- 1967: Wenn es Nacht wird auf der Reeperbahn
- 1970: Polizeifunk ruft – Der Nutznießer
- 1978: Geschichten aus der Zukunft
- 1985: Seitenstechen
- 1996: Der Landarzt

## Hörspiele (Auswahl)
- 1957: Die Iden des März (nach Thornton Wilder) – Regie: Gert Westphal
- 1959: Gestatten, mein Name ist Cox – Mord auf Gepäckschein 3311 (von Rolf und Alexandra Becker) – Regie: S. O. Wagner
- 1960: Nathan der Weise (nach Gotthold Ephraim Lessing) – Regie: Karl-Heinz Stroux
- 1961: Die Jagd nach dem Täter; Folge: Zuviel Geständnisse (von Francis Durbridge) – Regie: S. O. Wagner
- 1964: Selbst ist der Mann – Regie: Günter Siebert
- 1964: Die Jagd nach dem Täter; Folge: Die Stimme aus dem Grab (nach Agatha Christie) – Regie: S. O. Wagner
- 1964: Strand der Fremden – Regie: Gert Westphal
- 1981: Bericht über die bedrohte Stadt – Regie: Hans Rosenhauer